# John Fitzgerald
John Fitzgerald (Cummins, 28 de Dezembro de 1960) é um ex-tenista profissional australiano.

## Grand Slam finais

### Duplas: 11 (7-4)
| Vitórias (7) |                   |        |                |                               |                           |
| Ano          | Campeonato        | Piso   | Parceiro       | Oponentes                     | Placar                    |
| 1982         | Australian Open   | Grama  | John Alexander | Andy Andrews John Sadri       | 6–4, 7–6                  |
| 1984         | U.S. Open         | Duro   | Tomáš Šmíd     | Stefan Edberg Anders Järryd   | 7–6, 6–3, 6–3             |
| 1986         | Roland Garros     | Saibro | Tomáš Šmíd     | Stefan Edberg Anders Järryd   | 6–3, 4–6, 6–3, 6–7, 14–12 |
| 1989         | Wimbledon         | Grama  | Anders Järryd  | Rick Leach Jim Pugh           | 3–6, 7–6, 6–4, 7–6        |
| 1991         | Roland Garros (2) | Saibro | Anders Järryd  | Rick Leach Jim Pugh           | 6–0, 7–6                  |
| 1991         | Wimbledon (2)     | Grama  | Anders Järryd  | Javier Frana Leonardo Lavalle | 6–3, 6–4, 6–7, 6–1        |
| 1991         | U.S. Open (2)     | Duro   | Anders Järryd  | Scott Davis David Pate        | 6–3, 3–6, 6–3, 6–3        |

| Vices (4) |                 |        |               |                                |                    |
| Ano       | Campeonato      | Piso   | Parceiro      | Oponentes                      | Placar             |
| 1985      | Wimbledon       | Grama  | Pat Cash      | Heinz Günthardt Balázs Taróczy | 4–6, 3–6, 6–4, 3–6 |
| 1988      | Roland Garros   | Saibro | Anders Järryd | Andrés Gómez Emilio Sánchez    | 3–6, 7–6, 4–6, 3–6 |
| 1988      | Wimbledon (2)   | Grama  | Anders Järryd | Ken Flach Robert Seguso        | 4–6, 6–2, 4–6, 6–7 |
| 1993      | Australian Open | Hard   | Anders Järryd | Danie Visser Laurie Warder     | 4–6, 3–6, 4–6      |

### Duplas Mistas: 6 (2-4)
| Ano  | Campeonato | Piso  | Parceira         | Oponentes                   | Placar        |
| ---- | ---------- | ----- | ---------------- | --------------------------- | ------------- |
| 1983 | U.S. Open  | Duro  | Elizabeth Sayers | Ferdi Taygan Barbara Potter | 3–6, 6–3, 6–4 |
| 1991 | Wimbledon  | Grama | Elizabeth Smylie | Jim Pugh Natalia Zvereva    | 7–6, 6–2      |

| Ano  | Campeonato | Piso  | Parceira         | Oponentes                           | Placar        |
| ---- | ---------- | ----- | ---------------- | ----------------------------------- | ------------- |
| 1984 | U.S. Open  | Duro  | Elizabeth Sayers | Tom Gullikson Manuela Maleeva       | 6–2, 5–7, 4–6 |
| 1985 | Wimbledon  | Grama | Elizabeth Smylie | Paul McNamee Martina Navratilova    | 5–7, 6–4, 2–6 |
| 1985 | U.S. Open  | Duro  | Elizabeth Smylie | Heinz Günthardt Martina Navratilova | 3–6, 4–6      |
| 1990 | Wimbledon  | Grama | Elizabeth Smylie | Rick Leach Zina Garrison            | 5–7, 2–6      |

## ATP Finais

### Simples: 11 (6-5)
| N. | Data | Torneio                    | Piso   | Oponente             | Placar        |
| -- | ---- | -------------------------- | ------ | -------------------- | ------------- |
| 1. | 1981 | Kitzbühel, Austria         | Saibro | Guillermo Vilas      | 3–6, 6–3, 7–5 |
| 2. | 1982 | Maui, Hawaii, EUA          | Duro   | Brian Teacher        | 6–2, 6–3      |
| 3. | 1983 | Newport, Rhode Island, EUA | Grama  | Scott Davis          | 2–6, 6–1, 6–3 |
| 4. | 1983 | Stowe, Vermont, EUA        | Duro   | Vijay Amritraj       | 3–6, 6–2, 7–5 |
| 5. | 1984 | Sydney, Australia          | Grama  | Sammy Giammalva, Jr. | 6–3, 6–3      |
| 6. | 1988 | Sydney, Australia          | Grama  | Andrei Chesnokov     | 6–3, 6–4      |

| N. | Data | Torneio                         | Piso        | Oponente        | Placar                  |
| -- | ---- | ------------------------------- | ----------- | --------------- | ----------------------- |
| 1. | 1982 | Sydney, Australia               | Grama       | John Alexander  | 6–4, 6–7, 4–6           |
| 2. | 1984 | Melbourne Outdoor, Australia    | Grama       | Dan Cassidy     | 6–7, 6–7                |
| 3. | 1987 | Hong Kong                       | Duro        | Eliot Teltscher | 7–6, 6–3, 1–6, 2–6, 5–7 |
| 4. | 1988 | Philadelphia, Pennsylvania, EUA | Carpete     | Tim Mayotte     | 6–4, 2–6, 2–6, 3–6      |
| 5. | 1988 | Tokyo, Japão                    | Carpete (i) | Boris Becker    | 6–7, 4–6                |